# Agrilus betulanigrae
Agrilus betulanigrae es una especie de insecto del género Agrilus, familia Buprestidae, orden Coleoptera.
Fue descrita científicamente por MacRae, 2003.